# Collectanea Botanica
Collectanea Botanica és una revista de recerca botànica que des de l'any 1946 publica l'Institut Botànic de Barcelona, un centre de titularitat mixta entre l'Ajuntament de Barcelona i el CSIC. El seu ISSN és el 0010-0730.
Collectanea Botanica segueix la metodologia peer review (revisió per parells), és a dir, abans de publicar-se els articles, aquests són revisats per un mínim de dos investigadors externs anònims. Després d'això, les correccions o suggeriments es comunicaran a l'autor. La revista no té taxes de publicació, límit de pàgines o recàrrec per il·lustracions.

Els articles i les notes breus són avaluades per experts. Accepta treballs en català, castellà, anglès i francès; han de ser originals i inèdits, i han de tractar
| «                           | sobre la ciència de les plantes en les àrees de taxonomia i biosistemàtica, biologia de la conservació, biodiversitat i història natural, principalment dels països de la Mediterrània. També accepta estudis relacionats amb fitogeografia, ecologia, micologia, briologia, etc. | » |
| — Presentació de la revista | |   |

## Història
Collectanea Botanica va a ser fundada el 1946 per Antoni de Bolòs i Vayreda, director del IBB en aquell moment. Al principi, la publicació era en paper i de freqüència irregular. A partir del 2008, la revista passa a tenir periodicitat anual.
Des de l'any 2012 la revista apareix indexada a Scopus/Elsevier i, des del 2014, passa a ser una revista únicament en línia. Collectanea Botanica també està indexada en les següents bases de dades: Agricola, Agris, Aquatic Science & Fisheries Abstracts, Biosis Previews (R), Biosis Toxicology, Cab Abstracts, Csa Life Sciences Abstracts, Directory of Open Access Journals (DOAJ), Environmental Sciences, Global Health, Latindex, Master Journal List/Thomson Reuters, Pascal &Redalyc.

## Publicacions especials
Collectanea Botanica ha publicat diversos volums monogràfics, és a dir, publicacions dedicades a una regió o tema específic:&
- Ecology, evolution, and conservation of plants in China (vol. 34, 2015)[10]
- Flora de Cuba (vol. 24, 1998)[11]
- Current Research in the taxonomy of genus Euphorbia L. s.l. (Euphorbiaceae) (vol. 21, 1992)
- Current research on the tribe Delphineae Warming (Ranunculaceae) (vol. 19, 1990)[12]
- IV Simposi de Botànica Criptogàmica (vol. 13, 1982)[12]